# Stenostira scita
Stenostira scita là một loài chim trong họ Stenostiridae.